# 下弗灵
下弗灵（德語：Unterföhring，發音：[ʊntɐˈføːʁɪŋ]；又译温特弗灵）是德国巴伐利亚州上巴伐利亚行政区慕尼黑县的市镇，与慕尼黑上弗灵相邻，面积12.79平方千米，2023年12月31日人口为11,957人。